# スウェーデン・レコード産業協会
スウェーデン・レコード産業協会 (典: Grammofonleverantörernas förening、略して GLF) は、スウェーデンの音楽産業を代表する業界団体。GLF は1975年以降、スウェーデンの公式音楽チャート「スヴァリイェトプリストン」を集計・発表している。
GLF のメンバーは次のとおりである。
- Bonnier Amigo Group
- EMI Svenska AB
- Network Entertainment Group (MNW?)
- Sony BMG Music Entertainment Sweden AB
- Sound Pollution AB
- Universal Music Sweden AB
- Warner Music Sweden AB

1986年以降、GLF はオンラインで Grammotex というレコード・カタログを提供しており、現在では10万点を数える。このカタログ・サービスは、手数料を払ったレコード店や販売店に提供されている。
GLF は公式 Web サイトを持っていないようである。